# Miyata Noboru
Pour les articles homonymes, voir Miyata.
(Selon l'usage japonais, Miyata est le nom de famille, Noboru le nom personnel).
Miyata Noboru (宮田 登, 14 octobre 1936 - 10 février 2000) est un spécialiste japonais de l'étude du folklore et des religions japonaises. Il marque sa discipline, les études folkloriques par la quantité de sa production et son implication, en particulier au sein de la société japonaises des études folkloriques, dont il est le président. Il est étroitement lié à l'historien Amino Yoshihiko avec qui il tente de réconcilier ethnologie et histoire. Il entretient de nombreuses relations avec les spécialistes des études japonaises en Europe et aux États-Unis.

## Biographie

### Famille et études
Miyata Noboru est né à Yokohama (département de Kanagawa) en 1936, d'une famille d'universitaires. Son père était spécialiste de langue et littérature japonaises.
Diplômé en 1960 de la faculté de lettres de l'Université de formation des maîtres de Tokyo (Tokyo University of Education (ja),  aujourd'hui transféré à l'Université de Tsukuba), il y poursuit un cursus de thèse qu'il valide en 1976 (à l'époque le doctorat n'est pas une obligation pour enseigner à l'université). Sa recherche porte sur les croyances populaires et la vénération au bodhisattva Miroku.  Elle donnera naissance à un livre qui est sûrement le plus abouti de sa pléthorique production Études sur le bodhisattva Miroku (ミロク信仰の研究 日本における伝統的メシア観) .

### Carrière universitaire
Il est recruté comme maître de conférences à l'Université Tokyo Gakugei  en 1970, puis comme professeur à l'Université de Tsukuba en 1980. Il rejoint à sa retraite l'université de Kanagawa, sur l'invitation de l'historien des mentalités Amino Yoshihiko.

## Influence
Son influence sur l'ethnologie japonaise et l'étude de la culture populaire est déterminante pour la génération des chercheurs commençant leur activité entre les années 1980 et 2000[réf. nécessaire]. On compte par exemple parmi ceux qui poursuivirent son œuvre l'anthropologue Komatsu Kazuhiko 小松和彦, spécialiste des yôkai (monstres), et de la religion populaire[réf. nécessaire].
Il forma également de nombreux chercheurs asiatiques et occidentaux, qui diffusèrent son travail à travers des traductions ponctuelles.

### Traductions

#### En français
- « Le concept de souillure (kegare) et la structure des rites populaires », traduction  Jean-Pierre Berthon, Cahiers d'études et de documents sur les religions du Japon, No 9, Paris, EPHE/Atelier Alpha bleu, 1997, p. 61-82[5].
- « Divinité à la mode et Shintô folklorique », traduction Jean-Michel Butel, Ebisu, no 23, 2000. p. 21-44[6].

#### En anglais
- Un texte traduit dans  Kazoo Kasahara (ed.), A History of Japanese religion, translated by Paul McCarthy and Gaynor Sekimori, Kosei shuppan, 2001.

### Citations
Il a également inspiré et est également cités dans des travaux importants des études japonaises:
- Carmen Blacker (en), The Catalpa Bow: A Study of Shamanistic Practices in Japan.
- Bernard Faure, The Red Thread: Buddhist Approaches to Sexuality.
- James L. Ford, Jokei and Buddhist Devotion in Early Medieval Japan.

- Michael Dylan Foster, The Book of Yokai: Mysterious Creatures of Japanese Folklore, (M. Dylan a été l'étudiant de Miata Noboru à l'université de Kanagawa).